# Nathan Baxter
Nathan Joseph Baxter (Westminster, Inglaterra, 8 de noviembre de 1998) es un futbolista inglés que juega de portero y milita en el Watford F. C. de la EFL Championship de Inglaterra.

## Trayectoria
Pese a que nació futbolísticamente en Chelsea, Baxter realizó casi toda su carrera en clubes del ascenso de su país, a excepción de su paso por el Ross County de Escocia, equipo en que estuvo en la temporada 2019-2020.

## Clubes
| Club                               | País       | Año           |
| ---------------------------------- | ---------- | ------------- |
| Metropolitan Police F. C. (cedido) | Inglaterra | 2016-2017     |
| Solihull Moors F. C. (cedido)      | Inglaterra | 2017          |
| Woking F. C. (cedido)              | Inglaterra | 2017-2018     |
| Yeovil Town F. C. (cedido)         | Inglaterra | 2018-2019     |
| Ross County F. C. (cedido)         | Escocia    | 2019-2020     |
| Accrington Stanley F. C. (cedido)  | Inglaterra | 2020-2021     |
| Hull City A. F. C. (cedido)        | Inglaterra | 2021-2023     |
| Bolton Wanderers F. C.             | Inglaterra | 2023-2025     |
| Watford F. C.                      | Inglaterra | 2025-presente |